# Prunus texana
Prunus texana är en rosväxtart som beskrevs av Dietr.. Prunus texana ingår i släktet prunusar, och familjen rosväxter. Inga underarter finns listade i Catalogue of Life.